# 沙木とも子
沙木 とも子（さき ともこ、1959年 - ）は、日本の小説家、ホラー作家。インテリアデコレーター。

## 経歴
1959年、京都府生まれ。神戸市在住（2014年5月現在）。関西学院大学文学部西洋史学科卒業。およそ20年の間、不動産会社や百貨店、デザイン事務所で、インテリアに関連した業務に携わる。
2012年、「本家の欄間」が、第7回ビーケーワン怪談大賞優秀賞を受賞する（同時受賞は仲町六絵「水晶橋ビルヂング」。大賞は、岩里藁人「美醜記」。選考委員は、加門七海、福澤徹三、東雅夫）。同年、長編小説「壺中遊魚（こちゅうにあそぶさかな）」が、第6回『幽』怪談文学賞（『幽』『ダ・ヴィンチ』共催）長編部門の佳作に入選する（内藤了「奇譚百話綴り」が同時入選。大賞は該当作なし。選考委員は、岩井志麻子、京極夏彦、高橋葉介、南條竹則、東雅夫）。
2013年、短編小説「そこはかさん」が、第8回『幽』怪談文学賞短編部門の大賞を受賞する（長編部門の大賞は、石川緑「天竺」が受賞）。2014年5月、短編小説「そこはかさん」と、書き下ろし作品「夏の家」「レディ・Dの手箱」の計3編を収録した単行本『そこはかさん』が刊行され、小説家デビュー。

## 人物
趣味は、読書、古い建物や修道院を訪ねること。好きな作家として、倉橋由美子、野溝七生子、マルグリット・ユルスナール、スティーヴン・ミルハウザーを挙げている。小学生の頃から、物語を書く人になりたいという思いが漠然とあった。中学生から大学生の頃までは、漫画家になることを目指していた。建築、美術、文学など、いろいろなことが学べるという理由で、進学先として西洋史学科を選択した。大学卒業後、創作とは縁のない仕事に就いていたが、40歳半ばにして突如、創作欲が沸き、書き上げた作品をいろいろな賞に応募するようになる。

## 著作

### 単著
- そこはかさん（2014年5月 KADOKAWAメディアファクトリー 幽ブックス）
  - 【収録作品】そこはかさん（『幽』vol.20） / 夏の家（書き下ろし） / レディ・Dの手箱（書き下ろし）

### アンソロジー
「」内が収録されている沙木とも子の作品
- てのひら怪談2 ビーケーワン怪談大賞傑作選（2007年12月 ポプラ社）「移り香」
  - 【改題】てのひら怪談 己丑 ビーケーワン怪談大賞傑作選（2009年6月 ポプラ文庫）「移り香」
- てのひら怪談 百怪繚乱篇 ビーケーワン怪談大賞傑作選（2008年6月 ポプラ社）「失くしもの」
- リトル・リトル・クトゥルー 史上最小の神話小説集（2009年1月 学習研究社）「みどりご」
- てのひら怪談 庚寅 ビーケーワン怪談大賞傑作選（2010年6月 ポプラ文庫）「本家の欄間」
- てのひら怪談 癸巳（2013年12月 MF文庫ダ・ヴィンチ）「幽霊の臨終」
- きっと、夢にみる（2015年4月 角川文庫）

### インタビュー
- 幽・怪談通信 第8回『幽』怪談文学賞受賞者インタビュー（『ダ・ヴィンチ』2014年6月号）

### エッセイ
- わたしの逃避術（『小説すばる』2014年9月号）